# Bertie Felstead
Albert Charles Felstead (ur. 28 października 1894 w Londynie, zm. 22 lipca 2001 w Gloucester) – brytyjski weteran I wojny światowej, znany głównie z uczestnictwa w tzw. rozejmie bożonarodzeniowym.

## Życiorys
Bertie Felstead urodził się w Southgate, w północnej części Londynu jako syn Edwarda i Jane Ann z domu Jarman. Po wybuchu I wojny światowej w 1914 roku wstąpił do armii brytyjskiej. W tym samym roku w dniach Bożego Narodzenia w okolicach Ieper wziął udział w słynnym rozejmie z niemieckimi żołnierzami, który odbył się w formie świątecznych piosenek, a potem w formie gry w piłkę nożną i przeszedł do historii jako rozejm bożonarodzeniowy. Bertie Felstead tamten dzień wspomina następująco:
Kilku Niemców wyszło pierwszych podążając w naszym kierunku. Pamiętam, że spora część naszych wstała z rowów wychodząc im na spotkanie. To było spontaniczne. Było też trochę piłki, jeśli tak to można nazwać. Ktoś podsunął ten pomysł i jakoś udało nam się zrobić futbolówkę. To nie był typowy mecz, a raczej coś z rodzaju „wszyscy na wszystkich”. Po każdej ze stron było może z 50 osób. Grałem, ponieważ naprawdę lubiłem piłkę. Nie wiem, jak długo to trwało, prawdopodobnie pół godziny i nikt nie notował wyniku.
Mecz dobiegł końca, kiedy z rowu wyłonił się wściekły major wrzeszcząc, że Pułk Felsteada powinien „Zabijać Hunów, a nie się z nimi przyjaźnić”. Mecz zakończył się wynikiem 3:2 dla Niemców.
Rok później Felstead wyruszył do Francji, gdzie walczył w licznych bitwach wraz z 15 Pułkiem Strzelców Walijskich. Dnia 1 lipca 1916 roku podczas walk w bitwie nad Sommą został ciężko ranny i został odesłany do domu. Rok później, w 1917 roku został wysłany do Salonik do domów inwalidów z poważnym atakiem malarii. Po demobilizacji w 1919 roku, zaczął pracować jako cywil w RAF Uxbridge, następnie przeniósł się do pracy w General Electric Company.
Po wojnie Bertie Felstead był dwukrotnie przyjmowany na audiencję przez królową Elżbietę II. W 1994 roku w wieku 100 lat przeniósł się na stałe do domu opieki w Gloucester. W 1998 roku został odznaczony przez prezydenta Francji, Jacques’a Chiraca Orderem Legii Honorowej. W 1999 roku mając 105 lat został uznany w Wielkiej Brytanii najstarszym mężczyzną w kraju.
Bertie Felstead miał żonę Alice która zmarła w 1983 roku po 65 latach małżeństwa. Doczekał się 2 córek, 5 wnuków, 11 prawnuków i 2 praprawnuków.
Bertie Felstead zmarł 22 lipca 2001 roku w Gloucester w wieku 106 lat. Po śmierci został uznany ostatnim żyjącym weteranem rozejmu bożonarodzeniowego. Rok później News of the World opublikował nekrolog Felsteada w sekcji piłkarskiej. Przypadek był tym większy, że on dotyczył kogoś, kto nigdy nie działał w środowisku piłki nożnej.
Po śmierci Felsteada okazało się jednak, że inny uczestnik rozejmu bożonarodzeniowego Alfred Anderson wciąż żyje. Anderson zmarł 21 listopada 2005 roku w wieku 109 lat. Ostatni znani weterani I wojny światowej, Harry Patch zmarł 25 lipca 2009 roku w wieku 111 lat, a Florence Green zmarła 4 lutego 2012 roku również w wieku 111 lat.